# Головачи (Гомельская область)
Головачи (бел. Галавачы) — деревня в Николаевском сельсовете Буда-Кошелёвского района Гомельской области Беларуси.

## География

### Расположение
В 24 км на север от районного центра и железнодорожной станции Буда-Кошелёвская (на линии Жлобин — Гомель), 72 км от Гомеля.

### Гидрография
На севере река Чечёра (приток реки Сож).

## Транспортная сеть
Рядом шоссе Довск — Гомель.
Планировка состоит из короткой, чуть изогнутой улицы, ориентированной с юго-запада на северо-восток. Застройка двусторонняя, деревянными домами усадебного типа.

## История
По письменным источникам известна с конца XVIII века как селение в Речицком повете Минского воеводства Великого княжества Литовского. Поместье Головли объединялі в 1765 году 2 деревни с 15 хозяйствами. После 1-го раздела Речи Посполитой (1772 год) в составе Российской империи. В 1845 году действовал питейный дом. В 1850 году собственность казны. По ревизским материалам 1859 года во владении Я. Веселовскоой. В 1880 году в Меркуловичской волости Рогачёвского уезда Могилёвской губернии. С 1884 года действовал хлебозапасный магазин. По переписи 1897 года находился хлебозапасный магазин. В 1909 году 647 десятин земли.
В 1930 году организован колхоз, работала кузница. На фронтах Великой Отечественной войны погибли 59 жителей деревни. В 1959 году в составе совхоза «Чечёра» (центр — деревня Совхозная).

## Население

### Численность
- 2018 год — 4 жителя.

### Динамика
- 1850 год — 12 дворов 110 жителей.
- 1886 год — 53 двора, 312 жителей.
- 1897 год — 73 двора, 483 жителя (согласно переписи).
- 1909 год — 93 двора, 555 жителей.
- 1959 год — 323 жителя (согласно переписи).
- 2004 год — 19 хозяйств, 25 жителей.

## Известные уроженцы
- В. Б. Сидоркин — белорусский художник.